# الضمائر في اللغة الإنجليزية
الضمائر في اللغة الانجليزية هي كلمات تحل محل الأسماء nouns بهدف تجنب تكرارها في الكلام أو الكتابة.

## ضمائر الفاعل
تحل ضمائر الفاعل محل اسم الفاعل لتجنب تكراره أكتر من مرة بالجملة، وهي.
- أنا	I
- هو	He
- هي	She
- هو/هي 	It
- أنتَ/أنتِ	You
- نحن	We
- هم/هن	They
- أنتم/أنتن	You

### مثال
- she was beautiful – كانت جميلة.
- Was she beautiful? -هل كانت (هي) جميلة؟
- I must go to work now – يجب أن أذهب إلى العمل الأن.
- We should arrive at 9:00 am – يجب أن نصل في التاسعة صباحاً.
- You look wonderfulأنتَ (أنتِ) تبدو (تبدين) رائع(ة).
- You have to do all your homework – يجب أن تكتبوا كل وظائفكم.
- He was running this morning – كان يركض هذا الصباح
- She went to the concert with her friends – ذهبت إلى الحفلة مع صديقاتها.
- It was a wonderful play – كانت مسرحيةً رائعة
- They have finished their work – لقد أنهوا عملهم.

## ضمائر المفعول به
ضمائر المفعول به تستعمل بدلا من الاسم الذي يمثل المفعول به في الجملة ، أي من وقع عليه الفعل ، وهي.
- تستعمل بدلا من المتكلم المفرد= me.
- تستعمل بدلا من المخاطب المفرد والجمع المذكر والمؤنث= you.
- تستعمل بدلا من الغائب المفرد المذكر = him.
- تستعمل بدلا من الغائب المؤنث المفرد = her.
- تستعمل بدلا من الغائب للغير عاقل = it.
- تستعمل بدلا من المتكلم للجمع المذكر والمؤنث= us.
- تستعمل بدلا من المتكلم للجمع المذكر والمؤنث= you.
- تستعمل بدلا من الغائب من جمع المذكر والمؤنث= them.

### مثال
- The cat was following me – كانت القطة تتبعني
- Would you like to join us tonight? هل ترغب بالإنضمام إلينا الليلة؟
- I will be working with you سأعمل معكم
- Ahmad saw him yesterday at the bus stop رآه أحمد البارحة عند موقف الباص.
- I am glad that you spoke to her أنا سعيد بأنّك تحدّثت إليها.
- The store is very near, it will only take 2 minutes to reach it المتجر قريب جداً، لن يتطلّب الذهاب إلى هناك أكثر من دقيقتين.
- I used to go with my friends in college, I miss them now اعتدت الذهاب مع أصدقائي في الجامعة، أفتقدهم الآن!

## ضمائر الملكية
ضمائر الملكية تستعمل للدلالة على الملكية ويكون موقعها بعد الاسم المملوك، وهي.
- mine.
- yours.
- his.
- hers.
- its.
- ours.
- yours.
- theirs.

### مثال
- هذا القلم ملكي.	.This pen is mine
- هذا الكتاب ملكك.	.This book is yours
- هذه السيارة ملكها.	.This car is hers
- هذا المصنع ملكنا.	.This factory is ours
- هذا الذيل خاصته.	.This tail is its

## صفات الملكية
تستخدم للتعبير عن الملكية، تأتي قبل الاسم المملوك في الجملة ، وهي.
- my.
- your.
- his.
- her.
- its.
- our.
- your.
- their.

### مثال
- ما اسمك؟	?What’s your name
- اسمي محمد.	.My name is Mohamed
- أين منزلهم؟	?Where is their home
- هذا هو ذيله.	.This is its tail
- هذه سيارتها.	.This is her car
- هذه شركتنا.	.This is our company
- هذا هاتفه.	.This his phone